# 1 500 mètres masculin aux championnats du monde d'athlétisme en salle 2014
Navigation
2012 2016
Le 1 500 mètres masculin des Championnats du monde en salle 2014 s'est déroulé les 7 et 8 mars 2014 à l'Ergo Arena de Sopot, en Pologne.

## Résultats

### Séries
Qualification : les deux premiers de chaque série (Q) et les 3 meilleurs temps (q) accèdent à la finale.
| Rang | Série | Athlète              | Nationalité      | Temps         | Notes |
| ---- | ----- | -------------------- | ---------------- | ------------- | ----- |
| 1    | 3     | Aman Wote            | Éthiopie         | 3 min 36 s 75 | Q     |
| 2    | 3     | Abdalaati Iguider    | Maroc            | 3 min 37 s 83 | Q, SB |
| 3    | 3     | Will Leer            | États-Unis       | 3 min 38 s 02 | q     |
| 4    | 3     | Bethwell Birgen      | Kenya            | 3 min 38 s 56 | q     |
| 5    | 2     | Ayanleh Souleiman    | Djibouti         | 3 min 38 s 94 | Q     |
| 6    | 2     | Nicholas Willis      | Nouvelle-Zélande | 3 min 39 s 14 | Q     |
| 7    | 3     | İlham Tanui Özbilen  | Turquie          | 3 min 39 s 31 | q     |
| 8    | 3     | David McCarthy       | Irlande          | 3 min 39.46   |       |
| 9    | 2     | Silas Kiplagat       | Kenya            | 3 min 39 s 70 |       |
| 10   | 2     | Chris O'Hare         | Royaume-Uni      | 3 min 40 s 06 |       |
| 11   | 3     | Adel Mechaal         | Espagne          | 3 min 41 s 27 |       |
| 12   | 2     | Andreas Vojta        | Autriche         | 3 min 42 s 10 |       |
| 13   | 2     | Nathan Brannen       | Canada           | 3 min 42 s 51 |       |
| 14   | 2     | Mitja Krevs          | Slovénie         | 3 min 43 s 22 | NR    |
| 15   | 1     | Homiyu Tesfaye       | Allemagne        | 3 min 47 s 07 | Q     |
| 16   | 1     | Jakub Holuša         | Tchéquie         | 3 min 47 s 20 | Q     |
| 17   | 1     | Mekonnen Gebremedhin | Éthiopie         | 3 min 47 s 22 |       |
| 18   | 1     | Lopez Lomong         | États-Unis       | 3 min 48 s 06 |       |
| 19   | 1     | Lee Emanuel          | Royaume-Uni      | 3 min 48 s 09 |       |
| 20   | 2     | Wesam Al-Massri      | Palestine        | 3 min 53 s 84 | NR    |
| 21   | 1     | Omar Mohamed Abdi    | Somalie          | 3 min 56 s 52 | PB    |
| 22   | 3     | Aitor Gomez          | Gibraltar        | 4 min 07 s 34 | NR    |
| -    | 1     | Ioan Zaizan          | Roumanie         | DQ            |       |

### Finale
| Place              | Athlète             | Pays             | Temps         | Note |
| ------------------ | ------------------- | ---------------- | ------------- | ---- |
| Médaille d'or      | Ayanleh Souleiman   | Djibouti         | 3 min 37 s 52 |      |
| Médaille d'argent  | Aman Wote           | Éthiopie         | 3 min 38 s 08 |      |
| Médaille de bronze | Abdalaati Iguider   | Maroc            | 3 min 38 s 21 |      |
| 4                  | İlham Tanui Özbilen | Turquie          | 3 min 39 s 10 |      |
| 5                  | Jakub Holuša        | Tchéquie         | 3 min 39 s 23 |      |
| 6                  | Will Leer           | États-Unis       | 3 min 39 s 60 |      |
| 7                  | Homiyu Tesfaye      | Allemagne        | 3 min 39 s 90 |      |
| 8                  | Bethwell Birgen     | Kenya            | 3 min 40 s 66 |      |
| -                  | Nicholas Willis     | Nouvelle-Zélande | DQ            |      |

## Légende
Records et Performances
- AR : Record continental (area record)
- CR : Record des championnats (championship record)
- MR : Record du meeting (meet record)
- NR : Record national (national record)
- OR : Record olympique (olympic record)
- PR : Record paralympique (paralympic record)
- PB : Record personnel (personal best)
- SB : Meilleure performance personnelle de la saison (season's best)
- WL : Meilleure performance mondiale de l'année (world leader)
- WJR : Record du monde junior (world junior record)
- WR : Record du monde (world record)

Circonstances et Conditions
- DNF : N'a pas terminé (did not finish)
- DNS : N'a pas pris le départ (did not start)
- DQ : Disqualification (disqualification)
- NM : Aucun essai valable enregistré (No Mark)
- Q : Qualifié « directement » au prochain tour (ou à la prochaine compétition), lors d'une compétition majeure, grâce au classement ou à la réalisation des minima (automatic qualifier)
- q : Qualifié au prochain tour (ou à la prochaine compétition), lors d'une compétition majeure, grâce au repêchage ou à la réalisation de l'une des meilleures performances parmi celles des « non qualifiés directement » (grâce au meilleur temps ou à la meilleure distance par exemple) (secondary qualifier)